# A World of Difference
A World of Difference este episodul 23 al serialului american Zona crepusculară. A fost difuzat pe CBS pe 11 martie 1960.

## Intriga
Arthur Curtis este un om de afaceri de succes care plănuiește o vacanță la San Francisco împreună cu soția sa Marian. După ce ajunge la biroul său și are o conversație cu secretara sa, Sally, el realizează că telefonul personal nu este funcțional. În următoarea scenă, acesta aude pe cineva strigând „tăiați!” și descoperă că biroul său este de fapt un platou de filmare⁠(d). I se aduce la cunoștință că Arthur Curtis este doar un personaj pe care îl interpretează într-un film și că adevărata sa identitate este Gerald Raigan, un star de cinema aflat în mijlocul unui divorț, consumat de propriul său alcoolism și cu o carieră în declin. Sănătatea sa mintală s-a deteriorat treptat, iar studioul nu-l mai suporta, suspectând că se preface bolnav pentru a scăpa de responsabilități Regizorul îl avertizează pe Raigan/Curtis că probabil va fi concediat dacă părăsește platoul, dar, dezorientat, ignoră această informație și pleacă spre casă. În fața clădirii, acesta este evitat în ultima clipă de mașina condusă de soția sa, Nora, care îl ajută să se ridice și îi ceară banii acordați în urma procesului de divorț. Acesta insistă că nu o cunoaște pe aceasta și pleacă împreună cu mașina.
Încearcă în zadar să găsească casa lui Arthur Curtis și confundă o fetiță cu fiica sa. Nora îl conduce la adevărata lor casă. Înăuntru, aceștia se întâlnesc cu agentul lui Raigan, care îi spune că dacă nu-și va încheia munca pe ziua respectivă, își va da demisia. Curtis susține în continuare că nu este Raigan și încearcă să-și contacteze angajatorul, dar operatorul nu-i găsește înregistrat. Agentul său este convins că suferă o cădere nervoasă și îi arată scenariul unui film intitulat The Private World of Arthur Curtis. De asemenea, îi spune că turnarea filmului este anulată din cauza manifestărilor sale
Raigan/Curtis se reîntoarce în grabă pe platoul de filmare, care este în curs de demontare, și îi roagă să nu fie abandonat în lumea rece a lui Gerald Raigan. În următorul moment, Curtis revine în lumea sa; se trezește în biroul său, exact când sosește soția sa Marian. Secretara Sally îi înmânează biletele de avion. În timp ce Raigan/Curtis ascultă zgomotelor muncitorilor care demontează studioul, acesta o îmbrățișează pe Marian și îi spune cu disperare că nu vrea să o piardă și că trebuie să plece imediat în vacanță. Cei doi ies în grabă din biroul său și pornesc spre aeroport. Între timp, în lumea cealaltă, agentul lui Raigan ajunge pe platourile de filmare, unde descoperă că actorul pe care îl reprezintă a dispărut. Unii membrii ai echipei l-au văzut sosind pe platou, însă nu și când a plecat. Nedumerit, agentul se întreabă unde ar fi putut Raigan să plece. Pe măsură ce platoul este demontat, publicului i se prezintă un birou pe care se află un scenariu intitulat „Arthur Curtis”. În ultima scenă, un avion decolează, iar la scurt timp după, acest dispare în aer, fapt care sugerează că Curtis/Raigan a scăpat în lumea pe care și-o dorește.